# Phil Terranova
Phil Terranova (* 4. September 1919 in New York City, New York, USA; † 16. März 2000) war ein US-amerikanischer Boxer. Er war von 1943 bis 1944 Weltmeister im Federgewicht.

## Werdegang
Am 16. August 1943 boxte Terranova gegen den Kanadier Jackie Callura um den Weltmeistergürtel des Verbandes NBA und besiegte ihn in einem auf 15 Runden angesetzten Kampf durch T.K.o. in Runde 6. Am 10. März des darauffolgenden Jahres verlor er den Titel gegen seinen Landsmann Sal Bartolo durch einstimmige Punktrichterentscheidung.
Im Jahre 1998 wurde Phil Terranova in die World Boxing Hall of Fame aufgenommen.